# (5467) 1988 AG
Az (5467) 1988 AG a Naprendszer kisbolygóövében található aszteroida. Hioki és Kawasato fedezte fel 1988. január 11-én.